# Občina Lukovica

Občina Lukovica - Slovinsko

Občina Lukovica je jednou z 212 občin ve Slovinsku. Rozkládá se ve Středoslovinském regionu. Je jednou z 25 občin regionu. Rozloha občiny je 74,9 km² a v lednu 2014 zde žilo 5 631 lidí. V občině je celkem 66 vesnic. Správním centrem je vesnice Lukovica pri Domžalah.

## Poloha, popis
Občina je horská - na jihu se rozkládá na kopcích a v horách Posávského pohoří a na severu v pohoří Veliký vrch. Nadmořská výška je zhruba od 310 m na západě až po téměř 900 m na severovýchodě.
Území občiny je protáhlé ve směru od západu na východ a v celé délce, přibližně 20 km, jím prochází dálnice A1 z Lublaně do Mariboru.
Sousedními občinami jsou: Kamnik na severu, Zagorje ob Savi na východě a jihovýchodě, Moravče na jihu a Domžale na západě.

## Vesnice v občině
Blagovica, Brdo pri Lukovici, Brezovica pri Zlatem Polju, Bršlenovica, Dupeljne, Čeplje, Češnjice, Gabrje pod Špilkom, Golčaj, Gorenje, Gradišče pri Lukovici, Hribi, Imovica, Javorje pri Blagovici, Jelša, Kompolje, Koreno, Korpe, Krajno Brdo, Krašnja, Lipa, Log, Lukovica pri Domžalah, Mala Lašna, Mali Jelnik, Obrše, Podgora pri Zlatem Polju, Podmilj, Podsmrečje, Poljane nad Blagovico, Preserje pri Lukovici, Preserje pri Zlatem Polju, Prevalje, Prevoje pri Šentvidu, Prevoje, Prilesje, Prvine, Rafolče, Selce, Spodnje Koseze, Spodnje Loke, Spodnje Prapreče, Spodnji Petelinjek, Straža, Suša, Šentvid pri Lukovici, Trnjava, Trnovče, Trojane, Učak, V Zideh, Veliki Jelnik, Videm pri Lukovici, Vošce, Vranke, Vrba, Vrh nad Krašnjo, Vrhovlje, Zavrh pri Trojanah, Zgornje Loke, Zgornje Prapreče, Zgornji Petelinjek, Zlatenek, Zlato Polje, Šentožbolt, Žirovše.